# Spirito Santo e le 5 magnifiche canaglie
Spirito Santo e le 5 magnifiche canaglie è un film western italiano del 1972 diretto da Roberto Mauri con protagonista Vassili Karis, interprete del personaggio Spirito Santo.
Spirito Santo e le 5 magnifiche canaglie è l'ultimo film della "trilogia dello Spirito Santo" creata da Mauri: è stato preceduto da ...e lo chiamarono Spirito Santo del 1971 e Bada alla tua pelle, Spirito Santo! del 1972. La pellicola può essere vista come sequel del precedente film nonostante le trame siano contrastanti, offrendo dialoghi a supporto e molti dei protagonisti precedenti.

## Trama
Il titolare dell'Agenzia immobiliare Powers e altre autorità di un villaggio texano ingaggiano Spirito Santo per la cattura di un fuorilegge, detto il Solitario, che ruba armi all'esercito assaltando i convogli militari. Il Solitario attacca la scorta dei convogli da solo, mascherato di nero e rivende le armi a un generale messicano che vuole prendere il potere in Messico.
Nel raggiungere il paese Spirito Santo accompagna Elisabeth, che aveva ucciso il proprio cavallo nel tragitto perché morso da un serpente velenoso e che si scoprirà essere la cugina di Powers. Spirito Santo decide di accettare la proposta di quest'ultimo, alla condizione di poter recuperare la propria squadra prima di iniziare la ricerca del Solitario. Consigliato dallo sceriffo di rivolgersi al pastore Dillingher per informazioni, lo trova ostaggio di due banditi, uno dei quali sopravvissuto allo scontro, confessa che avevano agito per conto del Solitario, ma viene ucciso dal Solitario stesso prima di rivelarne l'identità.
Anche il pastore viene colpito e prima di morire dirige Spirito Santo al convento di San Felipe, dove trova il compagno Diego D'Asburgo con il saio, poiché aveva l'intenzione di rubare un forziere che si rivelerà poi essere vuoto. Insieme si mettono alla ricerca del vecchio gruppo, scoprendo che il garibaldino Calogero era stato assassinato dal Solitario perché aveva cercato di fermarlo dopo il furto. Decidono di accompagnare la vedova Consuelo in paese per l'arrivo di due suoi cugini siciliani, i quali, appresa la morte del cognato giurano vendetta. In prigione ritrovano l'inventore Caccola, presso un guado Morgan "il pirata", che faceva il traghettatore e in un bordello un prete che aveva lasciato lo stato sacerdotale.
Sfuggiti ad un'imboscata, vengono contattati da Elisabeth, che gli comunica la nuova data della partenza del convoglio militare e dei sospetti sul proprio cugino. Nello stesso momento i due siciliani pedinano Powers e lo sceriffo, ma Carmelo che stava seguendo Powers, rimase ucciso dopo aver scoperto il nascondiglio del Solitario.
Spirito Santo e compagni si mettono a sorvegliare da lontano il convoglio, assistendo all'attacco dei messicani e alla fuga del Solitario, il quale preceduto nell'attacco, si dirige verso il vero convoglio con le armi rappresentato da un carro civile. Spirito Santo lo insegue, ma viene catturato dal Solitario con l'obbiettivo di incolparlo dei furti. Il resto del gruppo lo salva e raggiunge il Solitario, che viene ucciso alle spalle dall'ultimo dei Siciliani, vendicando così anche la morte del fratello Carmelo.
Lo sceriffo stava vestendo i panni del Solitario e Spirito Santo torna da Powers con la notizia per incassare il denaro. Power però tenta di ucciderlo, confessando di essere il vero Solitario, ma viene colpito a morte da Elisabeth, che uccide il cugino. Nella notte Elisabeth ammette di non essere la cugina di Powers e tenta di scappare con i soldi della taglia uccidendo il vicesceriffo, ma viene a sua volta uccisa da Spirito Santo, che dovrà dividere i soldi con il resto del gruppo.

## Critica
Riprendendo una segnalazione cinematografica dal Sole 24 Ore, la pellicola viene definita come "...improbabile vicenda, ambientata in un'America facilmente riconoscibile negli sfruttati dintorni di Roma, si muove goffamente sul binario di un genere ormai consunto (il western "umoristico" all'italiana). L'irriverenza verso un nome della più alta sacralità, una scena in sede confessionale (sia pure con un falso sacerdote) e un'altra prolungata e grossolana, in una casa di malaffare, motivano la classifica.".